# Marija Fjodorowna Andrejewa

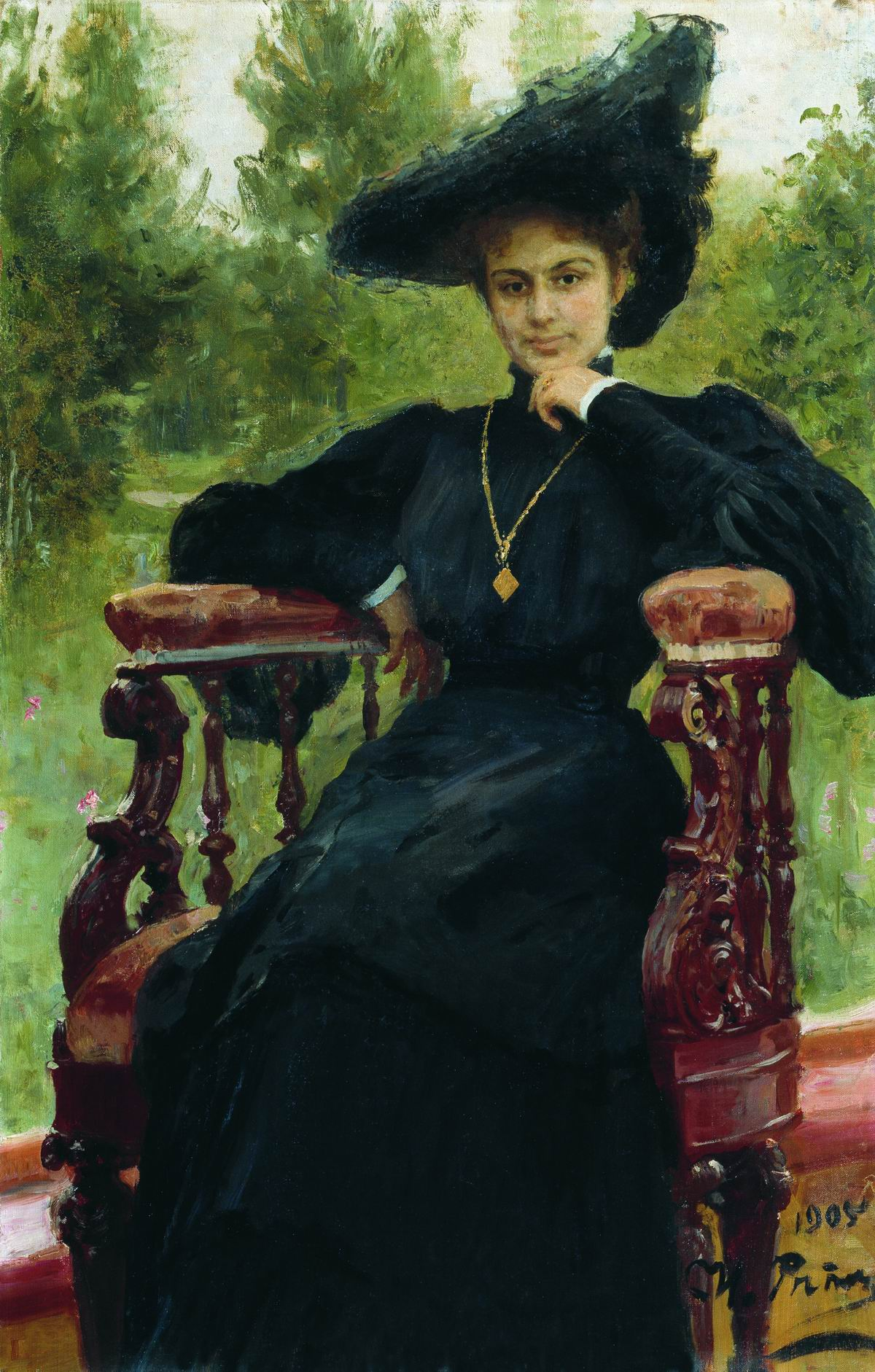
Porträt von Marija Andrejewa (Ilja Repin, 1905)

Marija Fjodorowna Andrejewa (russisch Мария Фёдоровна Андреева; * 1868 in Sankt Petersburg; † 8. Dezember 1953 in Moskau) war eine russische Theaterschauspielerin.
Sie spielte unter anderem in Stücken von Gerhart Hauptmann (Die versunkene Glocke, Einsame Menschen) und Anton Tschechow (Drei Schwestern, Der Kirschgarten).
Andrejewa führte nach der Jahrhundertwende eine informelle Ehe mit dem Schriftsteller Maxim Gorki. Sie stand in Kontakt mit Lenin und war 1905 Herausgeberin der bolschewistischen Zeitung Новая Жизнь, Nowaja Schisn (Neues Leben). Nach der Oktoberrevolution hatte sie hohe Ämter im Kulturbereich inne; so wurde sie zur Kommissarin für das gesamte russische Theaterwesen und Ministerin für das ganze Theater- und Kunstwesen ernannt. Sie gehörte 1918 zu den Gründern des Bolschoi-Dramentheaters in Petersburg. Ihr wurde der Leninorden und der Orden des Roten Banners der Arbeit verliehen.
Marija Andrejewa war die Mutter des Regisseurs Juri Andrejewitsch Scheljabuschski.